# Jawa Zachodnia
Jawa Zachodnia (indonez. Jawa Barat, sundajski Jawa Kulon) − prowincja w Indonezji w zachodniej części Jawy ze stolicą w mieście Bandung. Powierzchnia prowincji wynosi 35 377,76 km² i zamieszkuje ją prawie 48,3 mln osób (2020).
Najludniejsza prowincja kraju i jedna z najgęściej zaludnionych (ponad 1000 mieszkańców na km²). Obok języka indonezyjskiego najczęściej używany jest sundajski, mówi nim około 30 milionów osób. Sundajczycy pielęgnują swoją kulturę i tradycje, wywodzące się ze starożytnych królestw, które istniały na tym obszarze.
Najbardziej uprzemysłowiona prowincja kraju, głównie dzięki bliskości Dżakarty. W prowincji rozwinięty jest przemysł chemiczny (przetwórstwo ropy naftowej i gazu ziemnego), włókienniczy, maszynowy, spożywczy, rolnictwo (ryż, kauczuk, orzeszki ziemne, kawa, herbata) oraz sektor turystyki. 
Główne miasta: Bandung, Bekasi, Depok, Bogor.